# 金沢村 (埼玉県)
金沢村（かねざわむら）は埼玉県の西部、秩父郡に属していた村。

## 地理
- 河川：金沢川[1]、小山川

小字
- 出牛[2]
- 妙部ヶ谷戸
- 橋爪
- 加増
- 浦山

## 歴史
もとは江戸期より存在した金沢村であった。古くは白鳥荘に属していたと云われている。
- はじめ幕府領[3]、寛文年間に児玉郡出牛・加増村と合併、天明4年関宿藩領、天明8年幕府領[3]、文政年間は旗本榊原氏の知行。
- 1879年（明治12年） - 秩父郡に所属する。
- 1889年（明治22年）4月1日 - 町村制施行により、以前の金沢村を継承し秩父郡金沢村が成立する[1]。大字はなし。村名の由来は古くから銅が地内で産出されたことに因む[1]。
- 1943年（昭和18年）9月8日 - 皆野町、国神村、日野沢村、三沢村、大田村、白鳥村の一部（下田野）と合併し美野町となる[4][5]。金沢村の役場は美野町の出張所のひとつとなる。
- 1946年（昭和21年）12月1日 - 美野町が分割し、皆野町、国神村、金沢村、日野沢村、三沢村、大田村が成立する。旧白鳥村の一部（下田野）は皆野町に所属[4][5]。
- 1955年（昭和30年）3月1日 - 皆野町、国神村、日野沢村と合併し皆野町を新設する[4]。
- 1957年（昭和32年）
  - 3月31日 - 皆野町が三沢村を編入する[4]。
  - 5月3日 - （大田村が高篠村とともに秩父市へ編入する[4]。）